# Euchre

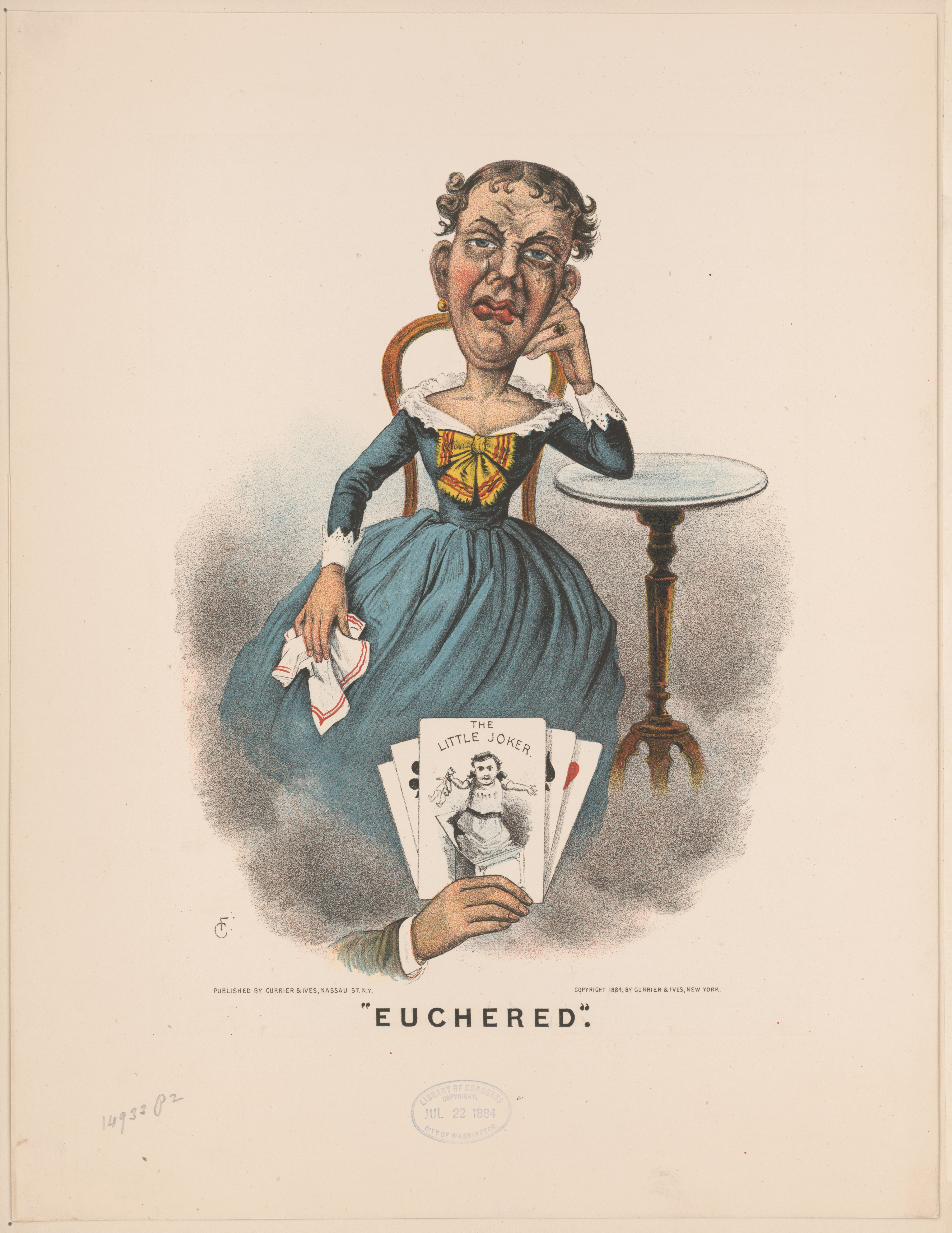
Euchered, lithographie (1884), bibliothèque du Congrès.

L'euchre ou eucre est un jeu de cartes de levées principalement joué dans les pays anglo-saxons, et surtout aux États-Unis. Il se joue avec un paquet de 24, 28 ou 32 cartes à jouer. Se jouant à deux équipes de deux personnes, des variantes permettent de jouer de deux à neuf joueurs.
C'est ce jeu qui, dans les années 1860 aux États-Unis, a introduit le joker dans le jeu de cartes traditionnel comme meilleur atout. L'euchre se rapproche du jeu français de l'écarté.
Le euchre (prononcé « youker ») est un jeu venu d’Alsace et du Palatinat, où on le rencontrait sous le nom de Jucker (même prononciation). La plus ancienne mention de ce jeu se trouve dans le dictionnaire du « parler provincial » d’Anton Klein, Deutsches Provinzialwörterbuch, Francfort et Leipzig, 1792, avec cette définition : « Juckern, ein gewisse Spiel mit der Karte. Pf. », où Pf. signifie « Pfalz », c’est-à-dire Palatinat.
On retrouve ensuite ce jeu dans diverses publications allemandes et alsaciennes du XIXe siècle, tel le roman L'Ami Fritz d’Erckmann-Chatrian (1864), qui se passe en Alsace, et où le jeu « youker » est plusieurs fois mentionné. Le Dictionnaire des parlers alsaciens de Martin et Lienhart (1899) décrit le Jucker comme un « Jeu de cartes, dans lequel le valet vaut plus que l’as. »